# Boney M.
Boney M. war eine von Frank Farian produzierte Disco-Formation, die vor allem in den 1970er Jahren international Erfolge mit Stücken wie Daddy Cool, Rivers of Babylon und Ma Baker hatte. Weltweit wurden von Boney M. über 150 Millionen Tonträger verkauft, darunter mehr als 60 Millionen Singles.

## Geschichte

### Anfänge

Boney M. – Baby Do You Wanna Bump (Februar 1975)

Als Farian im Dezember 1974 im Europa-Sound-Studio in Offenbach den Titel Baby Do You Wanna Bump mit tiefer studiomanipulierter Stimme und hohen Falsettphrasen aufgenommen hatte, wollte er ihn nicht unter seinem eigenen Namen veröffentlichen. Die Single erschien im Februar 1975 mit der Aufschrift Boney M. als Interpreten und wurde pro Woche etwa 500 Mal verkauft. Den Namen des Projektes hatte er nach der australischen Krimiserie Boney benannt, die er damals oft im Fernsehen sah. Auf ihrem Cover war noch kein Foto der Gruppe. Erst danach fand Farian über die Künstleragentur Katja Wolfe eine bunt zusammengewürfelte Truppe.
1975 herrschte hohe personelle Fluktuation in der Gruppe, unter anderem war Claudja Barry auch Teil der Besetzung. Stabilität begann erst im Februar 1976, als sich die Formation aus Bobby Farrell, Maizie Williams, Marcia Barrett und Liz Mitchell zusammensetzte. Alle waren in der Karibik geboren und als Kinder oder Jugendliche nach Europa gekommen. Im Studio bestanden lediglich Liz Mitchell und Marcia Barrett die Gesangstests. Wie Farian in der Jugendzeitschrift Bravo bestätigte, sang auch Maizie Williams nicht im Studio, „weil ihre Stimme für diese Art Musik nicht passte“. Vokal und instrumental wurde durch Studiomusiker nachgeholfen, etwa durch Kurt Hauenstein von der Band Supermax.
Nachdem personelle Konstanz vorhanden war, begann Farian mit den Aufnahmen zum Debütalbum Take the Heat Off Me. Die Single Daddy Cool erschien im Mai 1976 als Auskopplung aus diesem Album und blieb zunächst ohne besondere Resonanz. Farian gelang es schließlich, die unerfahrene Gruppe mit der Single im September 1976 in der Musiksendung Musikladen neben Dave Edmunds und Edwin Starr unterzubringen, sowie in der Sendung Plattenküche.

### Karriere
Daddy Cool belegte zwölf Wochen lang Rang eins in Deutschland und erreichte in Großbritannien Rang sechs. Mit insgesamt 800.000 verkauften Exemplaren war es 1976 die kommerziell erfolgreichste Single in Deutschland; weltweit wurden über eine Million Einheiten abgesetzt. Am 28. Juni 1976 kam die erste LP Take the Heat Off Me auf den Markt, die alleine in Deutschland 200.000 Mal verkauft wurde. Als Boney M. 1976 in der TV-Silvester-Show Jetzt geht die Party richtig los auftrat, hatte die Gruppe bereits ihre erste Goldene Schallplatte für Daddy Cool verliehen bekommen.
Die Single Sunny (eine Coverversion des Hits von Bobby Hebb aus dem Jahr 1966) erschien im November 1976 und erreichte im Januar 1977 in Deutschland für zwei Wochen die Spitzenposition. Die Single Ma Baker erschien im Mai 1977 gleichzeitig mit der LP Love For Sale. Auch Belfast (Komponisten waren Drafi Deutscher, Joe Menke und Jimmy Bilsbury) erreichte nach Erscheinen im September 1977 wie Sunny und Ma Baker den ersten Rang der deutschen Charts.

Boney M. – Rivers of Babylon

Der größte Erfolg der Gruppe kam im April 1978 mit Rivers of Babylon auf den Markt. Innerhalb von vier Wochen wurden in Deutschland über eine Million Exemplare verkauft, in Frankreich insgesamt über 500.000 Einheiten abgesetzt sowie fast zwei Millionen in Großbritannien. Weltweit sind über 20 Millionen Stück abgesetzt worden. Der Titel war der größte Hit der Band, er stand vier Monate auf Platz eins der deutschen Hitliste.
Es folgte im August 1978 Rasputin, danach im November das Weihnachtslied Mary’s Boy Child. Hiervon wurden in Großbritannien über 220.000 Exemplare an einem Tag verkauft, nach drei Wochen war dort die Millionengrenze überschritten, insgesamt belief sich die Verkaufszahl auf insgesamt 1,8 Millionen Exemplare. In Deutschland wurde ebenfalls die Millionengrenze nach drei Wochen erreicht, 17 Presswerke in vier Ländern versuchten, der Nachfrage Herr zu werden. Es war der zweitgrößte Erfolg der Gruppe. Auch die im Juli 1978 erschienene LP Nightflight to Venus entwickelte sich zum Verkaufserfolg, bis Januar 1979 waren eine Million Einheiten umgesetzt. Mit dem Album, das als einzige LP von Boney M. mit Notierung in den US-Charts war, wurde die Abkehr vom traditionellen Disco-Sound hin zu eingängigem Pop vollzogen.
Ihr viertes Album Oceans of Fantasy vom September 1979 enthält die Hits El Lute, Gotta Go Home und I’m Born Again. Nach dem im November 1981 erschienenen Album Boonoonoonoos wurde Farrell wegen seiner unzuverlässigen Arbeitsdisziplin entlassen (allerdings zeigt das Christmas-Album vom November 1981 noch sein Bild), sodass keine überzeugende Promotionsarbeit für die LP abgeliefert werden konnte. Anfang 1982 kam als Ersatz der Londoner Sänger Reggie Tsiboe, der auch singen durfte. Mit Going Back West 1982 und Jambo 1983 erreichte Boney M. noch Top-50-Platzierungen, schafften es aber in die Top 10 der Republik Südafrika und mit beiden Singles auf Platz 11 in der Schweiz.
Im Mai 1984 lieferte Boney M. mit dem Album Ten Thousand Lightyears noch die thematische Rückkehr ins Weltall und konzeptionelle Anknüpfung an den Erfolg des Albums Nightflight to Venus ab. Neben dem Titellied Future World, Somewhere in the World und Where Did You Go sind hier besonders die Remakes von Jimmy (das Original stammt von ihrem eigenen Album Boonoonoonoos) und von Tommy Roes Dizzy zu nennen. Im selben Jahr tauchte Boney M. wieder in den Top 20 der Charts auf: mit Adaptionen der italienischen Disco-Hits Kalimba de Luna September 1984 (verkaufte sich weltweit 1 Million Mal) und dem Happy Song. Bei letzterem, im November 1984 erschienenen Hit, war auch Bobby Farrell wieder zurückgekehrt. Das letzte Album Eye Dance vom Oktober 1985 wurde sogar als Quintett veröffentlicht, ohne jedoch auch nur annähernd an die frühen Erfolge anknüpfen zu können. Zu jener Zeit verlor Farian sein Interesse an der Gruppe; nach fast zehn Jahren fiel Boney M. 1986 endgültig auseinander.

### Brown Girl in the Ringund die britische Verkaufshitparade
Im April 1978 stieg die Schallplatte Rivers of Babylon in die britische Verkaufshitparade auf Platz 21 ein und erreichte über Platz 2 schon zwei Wochen später die Spitze der britischen Charts, an der das Lied während 5 Wochen verblieb. In den folgenden Wochen fiel das Lied bis auf Platz 20 ab, so dass die britischen Radio-Stationen nicht mehr Rivers of Babylon spielten, sondern die B-Seite Brown Girl in the Ring. Bereits im Juli 1978 erreichte die Schallplatte wieder die Top 10 der britischen Verkaufscharts und gelangte im September 1978 auf Platz 2. Als Folge davon dürfte Frank Farian die Folgesingle Rasputin/Painter Man in Großbritannien auf zwei Singles verteilt haben, von denen Rasputin Platz 2 und der Painter Man Platz 10 erreichte.

### Kontroversen
Für Aufregung sorgte 1977 das Coverfoto des Albums Love for Sale. Bobby Farrell ist nur mit G-String bekleidet, die drei Sängerinnen liegen ihm nackt zu Füßen, alle sind mit einer goldfarbenen Kette verbunden. Schon das Cover des Vorgänger-Albums Take the Heat Off Me war für die damalige Zeit gewagt: Hier betrachtet Farrell aus dem Hintergrund die mit heller Spitzenunterwäsche bekleideten und auf dem Boden liegenden Sängerinnen, die sich innig aneinanderschmiegen. Die Fotos entstanden im Studio des Fotografen Didi Zill.
Anders als bei dem Skandal im Jahr 1990 um die ebenfalls von Frank Farian produzierte Gruppe Milli Vanilli wurde bei Boney M. nie ein Geheimnis daraus gemacht, wessen Stimmen wirklich auf den Platten zu hören waren. Die Stimme des Vortänzers Bobby Farrell war noch bis Ende der 1970er-Jahre bei Konzerten zu hören, ansonsten durfte er auf der Bühne nur die Lippen zu Farians Stimme bewegen. Lediglich Leadsängerin Liz Mitchell und Marcia Barrett und ab 1982 Leadsänger Reggie Tsiboe waren tatsächlich bei den Gesangsaufnahmen im Studio in Offenbach-Bieber anwesend.

### Boney M. heute

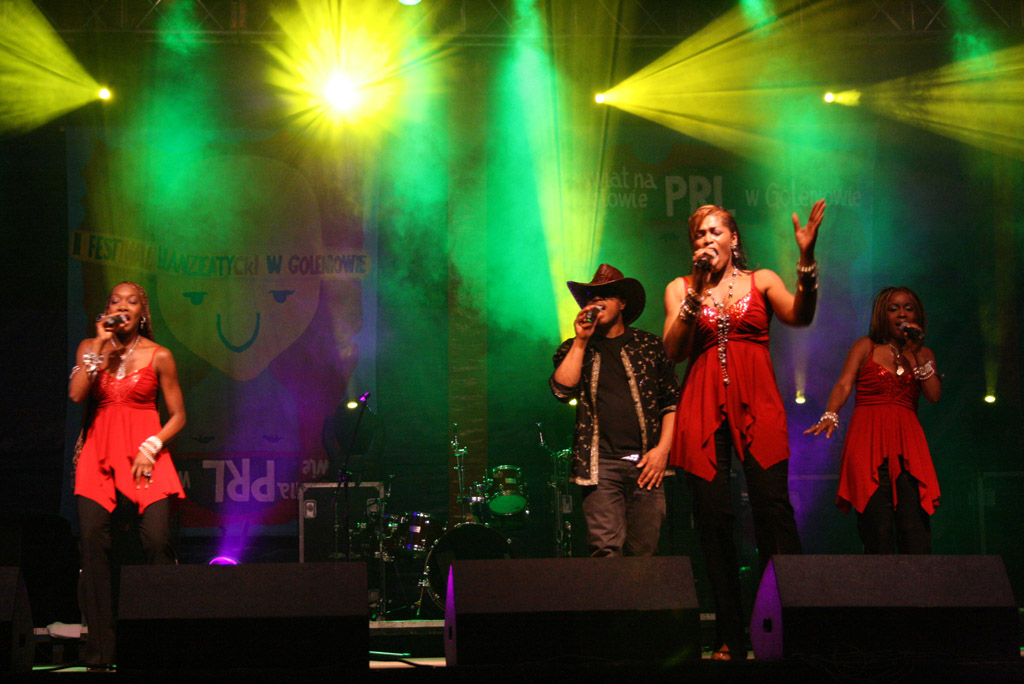
Boney M feat. Maizie Williams, 2007

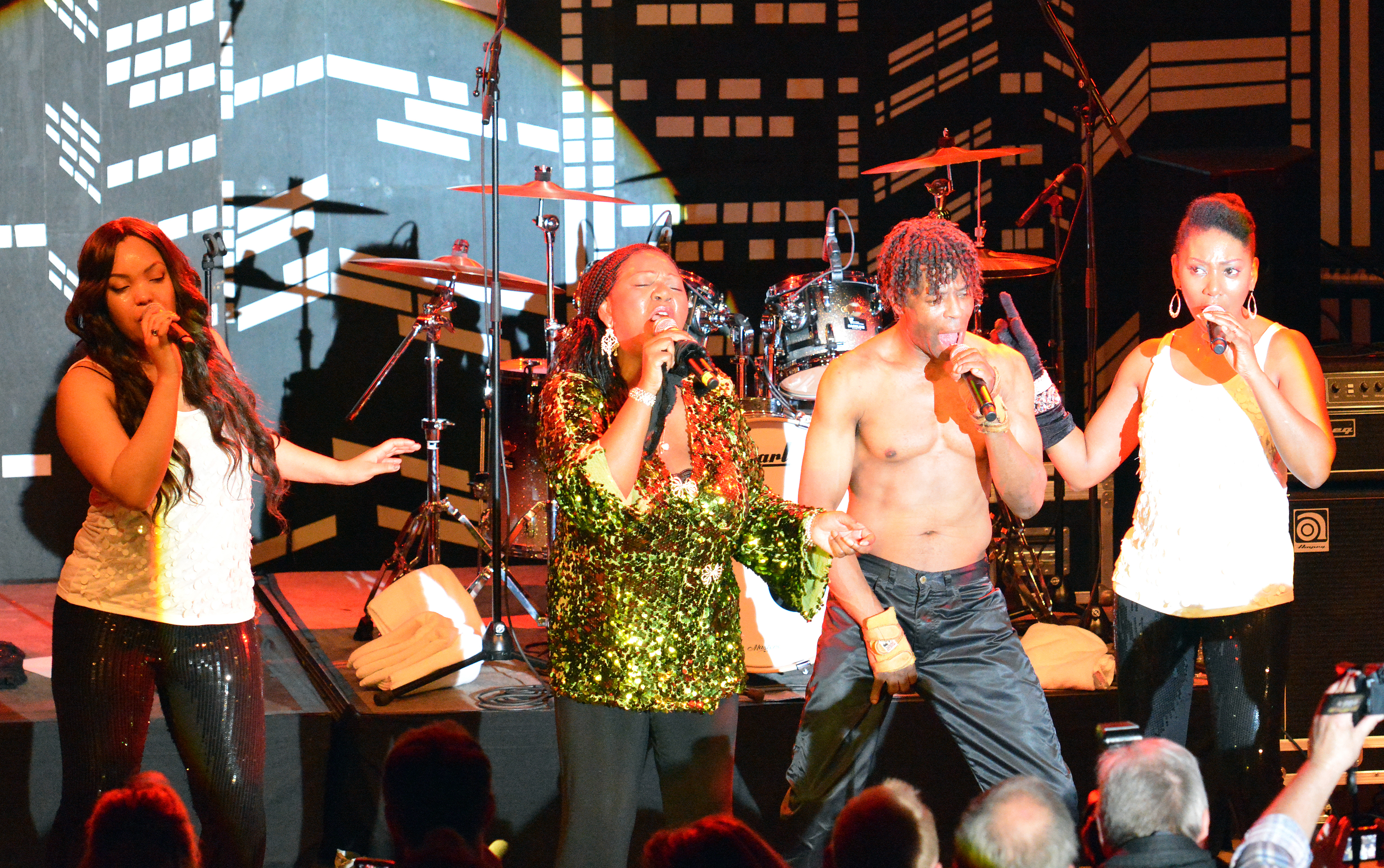
Boney M. feat. Liz Mitchell, 2014

In unterschiedlichen Remix-Versionen und auf verschiedenen Retrowellen reitend, erschienen in den späteren 1980er Jahren einige alte Hits in neuem Gewand. Unter anderem mischten Stock Aitken Waterman einen frischeren Sound der Klassiker ab. 1988 kamen Boney M. mit dem zum Album Greatest Hits of All Times gehörenden Megamix 1988 auf Platz 1 der französischen Hitparade.
1989 veröffentlichten Bobby Farrell, Maizie Williams, Marcia Barrett und Madeleine Davis (anstelle von Liz Mitchell) die Single Everybody Wants to Dance Like Josephine Baker ohne Beteiligung von Frank Farian und nutzten dafür ohne seine Genehmigung den Namen Boney M., weshalb die bereits ausgelieferten Pressungen in Deutschland wieder aus den Regalen der Plattenläden genommen werden mussten. In Frankreich erschien die Single unter dem Titel Bobby Marcia Maizie Matalyne.
Heute gibt es – nach diversen Rechtsstreitigkeiten – mehrere Gruppen, die unter dem Namen „Boney M.“ auftreten, und nahezu alle ehemaligen Mitglieder sind mit den Liedern von Boney M. für Auftritte zu buchen. Offiziell hat allerdings nur „Boney M. feat. Liz Mitchell“ von Farian die Berechtigung dazu. Jedoch hat ein Gericht 2010 in Hamburg verfügt, dass jedes Original-Mitglied der Gruppe mit dem Namenszusatz „Boney M.“ auftreten darf.
Anlässlich des 30. Bandjubiläums erschien im Oktober 2006 das Album The Magic of Boney M., das auch einen neuen Titel, gesungen von Liz Mitchell, enthält. Das Album schaffte es in die Top 20 der Albumcharts, eine gleichnamige DVD ist Ende 2006 erschienen. Boney M. feat. Liz Mitchell waren im Herbst/Winter 2007 auf Konzerttournee in Deutschland unterwegs.
Im Januar 2009 veröffentlichte Frank Farian eine neue Single der Gruppe namens Felicidad America (Obama Obama) unter dem Projektnamen Boney M. feat. Sherita O. & Yulee B. Das Lied ist eine Neuaufnahme des Boney-M.-Hits aus dem Jahre 1980, neu aufgenommen und umgetextet, thematisch bezugnehmend auf den neuen US-Präsidenten Barack Obama. Bei diesem Lied hat keines der früheren Mitglieder mitgesungen.
Ende 2010 erschien mit Barbra Streisand eine von Duck Sauce produzierte Single, die auf dem Boney-M.-Song Gotta Go Home basiert. Gotta Go Home wiederum ist eine Disco-Coverversion des Liedes Hallo Bimmelbahn der deutschsingenden Gruppe Nighttrain, das 1973 erschienen war.
Am 30. Dezember 2010 starb Bobby Farrell im Alter von 61 Jahren. Im Sommer 2011 erreichte die Single Sunny den ersten Platz der südkoreanischen Charts, nachdem das Lied in der gleichnamigen Komödie von Kang Hyeong-Cheol verwendet wurde.
Im Februar 2014 wurde eine Boney M featuring Maizie Williams-Tournee in Australien für Juni desselben Jahres angekündigt. Zum 40-jährigen Jubiläum kam im März 2015 das Album Boney M. Diamonds auf den Markt. Neben einer chronologischen Zusammenstellung der Singles seit 1976 finden sich auch zwei neue Lieder sowie eine Reihe von Remixen auf dem Album. Im November 2017 erschien das Album Worldmusic for Christmas, eine Zusammenstellung bekannter Melodien in weihnachtlichem Gewand.

## Songmaterial
Einige der Texte von Frank Farian und seinen Mittextern (unter anderem Drafi Deutscher, Fred Jay und George Reyam) haben einen historischen oder politischen Hintergrund. So handelt das von Drafi Deutscher 1971 für die Boney-M.-Sängerin Marcia Barrett geschriebene Belfast vom Nordirlandkonflikt und von der Wirkung des Bürgerkriegs auf die Kinder dieser Stadt.
Das Melodians-Cover Rivers of Babylon ist die Vertonung mehrerer Bibelpassagen (Psalm 137 und Psalm 19,14) und – ebenso wie Plantation Boy – die Auseinandersetzung mit der Sklaverei und Unterdrückung der Schwarzen. We Kill the World (1981 ein Nummer-eins-Hit in Südafrika) nimmt sich des wachsenden Umweltbewusstseins an. Die titelgebenden Figuren der Hits Ma Baker, El Lute und Rasputin greifen die Geschichte und die Legenden um die historischen Figuren Kate „Ma“ Barker, Eleuterio Sánchez Rodríguez und Grigori Jefimowitsch Rasputin auf. Mit Mary’s Boy Child schließlich gelang ihnen mit einem häufig gecoverten Weihnachtslied 1978 ein großer kommerzieller Erfolg.

## Auszeichnungen und Erfolge
Boney M. hatten von 1976 bis 1979 insgesamt acht Nummer-eins-Hits in Deutschland und zwei in Großbritannien. Das Quartett war die erste Popgruppe seit langem, die von Königin Elisabeth II. empfangen und von ihr als „erfolgreichste Popgruppe in England 1978“ ausgezeichnet wurde. In der Sowjetunion erteilte Generalsekretär Leonid Breschnew Boney M. persönlich im selben Jahr die Erlaubnis, als erste westliche Gruppe zehn Konzerte in der Sowjetunion zu geben. Boney M. tanzte während der Tournee mit der Begleitgruppe Black Beautiful Circus vor etwa 2700 Zuschauern auf dem Roten Platz in Moskau.
In Großbritannien stehen zwei Boney-M.-Singles in der Liste der zehn meistverkauften Platten aller Zeiten, nämlich Rivers of Babylon auf Rang 5 (1,985 Millionen) und Mary’s Boychild / Oh My Lord auf Rang 10 (1,79 Millionen). Weltweit wurden von Boney M. über 150 Millionen Tonträger verkauft, darunter mehr als 60 Millionen Singles.
- Goldene Europa 1977, 1981
- Goldene Stimmgabel 1983
- RSH-Gold 1990

## MusicalDaddy Cool
Am 21. September 2006 startete in London das um die Hits von Frank Farian gestrickte Musical Daddy Cool. Neben den Boney-M.-Titeln sind auch Lieder zu hören, die Farian für No Mercy, Milli Vanilli und La Bouche geschrieben hat. Bei der Premiere waren von den Mitgliedern der Originalgruppe Liz Mitchell, Marcia Barrett und Reggie Tsiboe anwesend. 2007 wurden anlässlich des Deutschlandstarts des Daddy-Cool-Musicals alle Originalalben von Boney M. in Remastered Editions ergänzt um Bonustracks neu herausgegeben.

## Diskografie
Studioalben

| Jahr | Titel Musiklabel                               | Höchstplatzierung, Gesamtwochen/‑monate, AuszeichnungChartplatzierungen (Jahr, Titel, Musiklabel, Platzierungen, Wochen/Monate, Auszeichnungen, Anmerkungen) | Höchstplatzierung, Gesamtwochen/‑monate, AuszeichnungChartplatzierungen (Jahr, Titel, Musiklabel, Platzierungen, Wochen/Monate, Auszeichnungen, Anmerkungen) | Höchstplatzierung, Gesamtwochen/‑monate, AuszeichnungChartplatzierungen (Jahr, Titel, Musiklabel, Platzierungen, Wochen/Monate, Auszeichnungen, Anmerkungen) | Höchstplatzierung, Gesamtwochen/‑monate, AuszeichnungChartplatzierungen (Jahr, Titel, Musiklabel, Platzierungen, Wochen/Monate, Auszeichnungen, Anmerkungen) | Höchstplatzierung, Gesamtwochen/‑monate, AuszeichnungChartplatzierungen (Jahr, Titel, Musiklabel, Platzierungen, Wochen/Monate, Auszeichnungen, Anmerkungen) | Anmerkungen                                                  |
| Jahr | Titel Musiklabel                               | DE | AT | CH | UK | US | Anmerkungen                                                  |
| ---- | ---------------------------------------------- | --- | --- | --- | --- | --- | ------------------------------------------------------------ |
| 1976 | Take the Heat Off Me Hansa Records (Ariola)    | DE2 Gold · (13 Mt.)DE | AT6 (9 Mt.)AT | — | UK40 Silber · (5 Wo.)UK | — | Erstveröffentlichung: 28. Juni 1976 Verkäufe: + 626.259      |
| 1977 | Love for Sale Hansa Records (Ariola)           | DE1 Platin · (15½ Mt.)DE | AT1 (10 Mt.)AT | — | UK13 Gold · (10 Wo.)UK | — | Erstveröffentlichung: 2. Mai 1977 Verkäufe: + 886.218        |
| 1978 | Nightflight to Venus Hansa Records (Ariola)    | DE1 ×2Doppelplatin · (61 Wo.)DE | AT1 Gold · (9 Mt.)AT | — | UK1 Platin · (65 Wo.)UK | US134 (10 Wo.)US | Erstveröffentlichung: 23. Juni 1978 Verkäufe: + 2.231.000    |
| 1979 | Oceans of Fantasy Hansa Records (Ariola)       | DE1 Platin · (37 Wo.)DE | AT1 (4½ Mt.)AT | — | UK1 Platin · (18 Wo.)UK | — | Erstveröffentlichung: 21. September 1979 Verkäufe: + 879.117 |
| 1981 | Boonoonoonoos Hansa Records (Ariola)           | DE15 (18 Wo.)DE | AT14 (½ Mt.)AT | — | — | — | Erstveröffentlichung: 28. September 1981 Verkäufe: + 110.000 |
| 1984 | Ten Thousand Lightyears Hansa Records (Ariola) | DE23 (14 Wo.)DE | — | — | — | — | Erstveröffentlichung: Februar 1984                           |
| 1985 | Eye Dance Hansa Records (Ariola)               | — | — | — | — | — | Erstveröffentlichung: 2. Oktober 1985                        |

grau schraffiert: keine Chartdaten aus diesem Jahr verfügbar

## Belege
1. 1 2  The Europeantalent (Memento vom 25. März 2012 im Internet Archive)
2. 1 2  rainbow-entertainment.com (Memento vom 9. November 2011 im Internet Archive)
3. ↑  Frank Farian talks about the song Baby, Do You Wanna Bump? Abgerufen am 7. März 2020.
4. ↑  John Shearlaw, David Brown: Boney M. Hamlin Paperbacks. Feltham 1979, ISBN 0-600-20009-4, S. 35–6.
5. ↑  Colin Larkin, The Guinness Encyclopedia of Popular Music, 1993, S. 168
6. ↑  Joseph Murrells, Million Selling Records, 1985, S. 412
7. ↑  sagte der Producer Farian in Boney M. special Pop Giants, S. 452
8. ↑  Boney M.: Love For Sale (LP) – jpc. Abgerufen am 5. Dezember 2021.
9. ↑  Band Boney M. – Bobby Farrell ist tot. sueddeutsche.de am 30. Dezember 2010
10. ↑  Boney M (Memento vom 13. März 2017 im Internet Archive) auf der Website des Enmore Theatre Sydney
11. ↑  Boney M tickets, tour and event information  auf ticketek.com.au
12. ↑  Farian-Freund Hans-Jörg Mayer; sein Nachname rückwärts geschrieben
13. ↑  Bestselling Singles in the UK (Memento vom 23. April 2010 im Internet Archive)